# Ілляшенко Кирило Федорович
Кирило Федорович Ілляшенко (рум. Chiril Iliaşenco; 27 травня 1915, село Липецьке, Подільської губернії — 21 квітня 1980,  місто Кишинів) — радянський молдавський діяч, партійний журналіст, голова Президії Верховної ради Молдавської РСР з 1963 по 1980. Член Бюро ЦК КП Молдавії в 1963—1980 роках. Член Центральної Ревізійної комісії КПРС у 1966—1971 роках. Кандидат у члени ЦК КПРС у 1971—1980 роках. Депутат Верховної Ради СРСР 7—10-го скликань.

## Життєпис
Син молдовського селянина. 1939-го закінчив фізико-математичний факультет Тираспольського педагогічного інституту.
Учасник Другої світової війни у складі Західного, Південно-Західного, 3-го Українського та Північно-Кавказького фронтів. Старшина.
Член ВКП(б) з 1945 року.
1945—1946 — співробітник, завідувач відділу комуністичної газети «Moldova Socialist».
1946 — в апараті ЦК КП Молдавії. Інструктор, завідувач сектора ЦК КП (б) Молдавії (1946—1948), заступник завідувача відділу пропаганди та агітації ЦК КП (б) Молдавії (1948—1951), завідувач відділу мистецтв, завідувач відділу літератури та мистецтва, завідувач відділу шкіл ЦК КП(б) Молдавії (1951—1953), завідувач відділу науки, шкіл і культури ЦК КП Молдавії (1953—1962).
У 1962—1963 роках — голова Державного комітету Ради міністрів Молдавської PCP з координації науково-дослідних робіт.
23 січня— 3 квітня 1963 року — заступник голови Ради міністрів Молдавської PCP.
З 3 квітня 1963 по 10 квітня 1980 — голова Президії Верховної ради Молдавської РСР, одночасно з 2 серпня 1966 по 21 квітня 1980 — заступник голови Президії Верховної ради СРСР.

## Нагороди
- два ордени Леніна
- орден Жовтневої Революції
- два ордени Трудового Червоного Прапора
- орден «Знак Пошани»

## Пам'ять
У Кишиневі на його честь була названа вулиця, пізніше її перейменували в рамках декомунізації.